# Іпсвіч (переписна місцевість, Массачусетс)
Іпсвіч (англ. Ipswich) — переписна місцевість (CDP) в США, в окрузі Ессекс штату Массачусетс. Населення — 4370 осіб (2020).

## Географія
Іпсвіч розташований за координатами 42°40′31″ пн. ш. 70°49′21″ зх. д. / 42.67528° пн. ш. 70.82250° зх. д. (42.675224, -70.822609).  За даними Бюро перепису населення США в 2010 році переписна місцевість мала площу 4,52 км², з яких 4,25 км² — суходіл та 0,26 км² — водойми.

## Демографія
Згідно з переписом 2010 року, у переписній місцевості мешкали 4222 особи в 1838 домогосподарствах у складі 1037 родин. Густота населення становила 935 осіб/км².  Було 1979 помешкань (438/км²).
Расовий склад населення:
| - 95,0 % — білих - 1,4 % — азіатів - 0,5 % — чорних або афроамериканців - 0,2 % — корінних американців - 0,1 % — вихідців з тихоокеанських островів - 1,1 % — осіб інших рас |

До двох чи більше рас належало 1,7 %. Частка іспаномовних становила 2,2 % від усіх жителів.
За віковим діапазоном населення розподілялося таким чином: 21,6 % — особи молодші 18 років, 63,0 % — особи у віці 18—64 років, 15,4 % — особи у віці 65 років та старші. Медіана віку мешканця становила 42,4 року. На 100 осіб жіночої статі у переписній місцевості припадало 93,8 чоловіків;  на 100 жінок у віці від 18 років та старших — 93,0 чоловіків також старших 18 років.
Середній дохід на одне домашнє господарство  становив 74 958 доларів США (медіана — 58 673), а середній дохід на одну сім'ю — 94 915 доларів (медіана — 82 000). Медіана доходів становила 54 531 долар для чоловіків та 47 656 доларів для жінок. За межею бідності перебувало 10,8 % осіб, у тому числі 8,8 % дітей у віці до 18 років та 9,8 % осіб у віці 65 років та старших.
Цивільне працевлаштоване населення становило 2270 осіб. Основні галузі зайнятості: освіта, охорона здоров'я та соціальна допомога — 23,0 %, мистецтво, розваги та відпочинок — 14,1 %, роздрібна торгівля — 13,9 %.